# Sri Lanka op de Olympische Zomerspelen 2024
Sri Lanka nam deel aan de Olympische Zomerspelen 2024 in Parijs.

## Aantal deelnemers
Hieronder volgt een overzicht van de atleten die deelnamen aan de Olympische Zomerspelen van 2024.
| Sport     | Mannen | Vrouwen | Totaal |
| --------- | ------ | ------- | ------ |
| Atletiek  | 1      | 2       | 3      |
| Badminton | 1      | 0       | 1      |
| Zwemmen   | 1      | 1       | 2      |
| Totaal    | 3      | 3       | 6      |

## Deelnemers en resultaten

### Atletiek

#### Loopnummers
Mannen
| atleet         | onderdeel | voorronde | voorronde | series   | series | herkansingen | herkansingen | halve finale | halve finale | finale         | finale         |
| atleet         | onderdeel | tijd      | rang      | tijd     | rang   | tijd         | rang         | tijd         | rang         | tijd           | rang           |
| -------------- | --------- | --------- | --------- | -------- | ------ | ------------ | ------------ | ------------ | ------------ | -------------- | -------------- |
| Aruna Darshana | 400 m     | n.v.t.    | n.v.t.    | 44,99 PB | 3 Q    | bye          | bye          | DSQ          | DSQ          | niet geplaatst | niet geplaatst |

Vrouwen
| atleet                | onderdeel | voorronde | voorronde | series  | series | herkansingen | herkansingen | halve finale   | halve finale   | finale         | finale         |
| atleet                | onderdeel | tijd      | rang      | tijd    | rang   | tijd         | rang         | tijd           | rang           | tijd           | rang           |
| --------------------- | --------- | --------- | --------- | ------- | ------ | ------------ | ------------ | -------------- | -------------- | -------------- | -------------- |
| Tharushi Karunarathna | 800 m     | n.v.t.    | n.v.t.    | 2.07,76 | 8      | 2.06,66      | 7            | niet geplaatst | niet geplaatst | niet geplaatst | niet geplaatst |

#### Technische nummers
Vrouwen
| atleet          | onderdeel   | kwalificaties | kwalificaties | finale         | finale         |
| atleet          | onderdeel   | afstand       | rang          | afstand        | rang           |
| --------------- | ----------- | ------------- | ------------- | -------------- | -------------- |
| Dilhani Lekamge | speerwerpen | 53,66 m       | 32            | niet geplaatst | niet geplaatst |

### Badminton
Mannen
| atleet            | onderdeel | groepsfase             | groepsfase           | groepsfase           | groepsfase | eliminatie           | kwartfinale          | halve finale         | finale / BM          | finale / BM    |
| atleet            | onderdeel | tegenstander uitslag   | tegenstander uitslag | tegenstander uitslag | rang       | tegenstander uitslag | tegenstander uitslag | tegenstander uitslag | tegenstander uitslag | rang           |
| ----------------- | --------- | ---------------------- | -------------------- | -------------------- | ---------- | -------------------- | -------------------- | -------------------- | -------------------- | -------------- |
| Viren Nettasinghe | enkelspel | Lee Z J V 14-21, 12-21 | Abián V 9-21, 19-21  | n.v.t.               | 3          | niet geplaatst       | niet geplaatst       | niet geplaatst       | niet geplaatst       | niet geplaatst |

### Zwemmen
Mannen
| atleet          | onderdeel        | series | series | halve finale   | halve finale   | finale         | finale         |
| atleet          | onderdeel        | tijd   | rang   | tijd           | rang           | tijd           | rang           |
| --------------- | ---------------- | ------ | ------ | -------------- | -------------- | -------------- | -------------- |
| Kyle Abeysinghe | 100 m vrije slag | 51,42  | 54     | niet geplaatst | niet geplaatst | niet geplaatst | niet geplaatst |

Vrouwen
| atlete            | onderdeel     | series  | series | halve finale   | halve finale   | finale         | finale         |
| atlete            | onderdeel     | tijd    | rang   | tijd           | rang           | tijd           | rang           |
| ----------------- | ------------- | ------- | ------ | -------------- | -------------- | -------------- | -------------- |
| Ganga Seneviratne | 100 m rugslag | 1.04,26 | 30     | niet geplaatst | niet geplaatst | niet geplaatst | niet geplaatst |